# Bojca község
Bojca község (románul: Comuna Boița) község Szeben megyében, Romániában. Központja Bojca, beosztott falvai Latorvár, Lazaret és Paltin.

## Fekvése
Szeben megye déli részén helyezkedik el, a Vöröstoronyi-szoros bejáratánál. A DN7-es főúton 22 kilométerre Nagyszebentől. Szomszédai: északon és nyugaton Nagytalmács, keleten Porcsesd község, délen a Vâlcea megyei Câineni.

## Népessége
A 2011-es népszámlálás adatai alapján a község népessége 1613 fő volt, melynek 96,71%-a román Vallási hovatartozás szempontjából a lakosság 96,59%-a ortodox.

## Története
A község egy népszavazás alapján 2004-ben vált ki Nagytalmácsból.

## Nevezetességei
A község területéről az alábbi épületek szerepelnek a romániai műemlékek jegyzékében:
- Bojca központja (LMI-kódja SB-II-a-B-12335)
- a bojcai Istenszülő elszenderedése templom (SB-II-a-B-12336)
- a bojcai Törttorony(wd) (SB-II-m-A-12334)
- a bojcai Vöröstorony vára(wd) (SB-II-m-A-12337)